# 42-я гвардейская танковая бригада
42-я отдельная гвардейская тяжёлая танковая Смоленская Краснознамённая, орденов Суворова, Кутузова и Богдана Хмельницкого бригада — танковая бригада Красной армии ВС СССР, в годы Великой Отечественной войны.
Условное наименование — войсковая часть полевая почта (в/ч пп) № 14033.
Сокращённое наименование — 42 гв. отбр, с 11.12.1944 42 гв. оттбр.

## История формирования
Бригада была сформирована на основании директивы заместителя НКО СССР № 725444сс от 22 сентября 1941 года, как 18-я отдельная танковая бригада. Формирование бригады проходило c 5 сентября по 4 октября 1941 года, на основе 48-й и 34-й танковых дивизий, в городе Владимир Ивановской области, по штатам отдельной танковой бригады № 010/75—010/83, № 010/87 от 13 сентября 1941 года.
Приказом НКО СССР № 161 от 10 апреля 1943 года 18-й танковой бригаде было присвоено почётное звание «Гвардейская» и новый войсковой № 42-я гвардейская танковая бригада.
11 декабря 1944 года на основании директивы ГШКА № Орг/3/315085 от 1 декабря 1944 года бригада была переформирована в 42-ю гвардейскую тяжёлую танковую бригаду.

## Участие в боевых действиях
Период вхождения в действующую армию: 10 апреля 1943 года — 10 октября 1944 года; 1 января 1945 года — 11 мая 1945 года.

## Состав
На момент преобразования в гвардейскую:
- Управление бригады (штат № 010/345)
- 1-й отдельный танковый батальон КВ (штат № 010/391)
- 2-й отдельный танковый батальон Т-34 (штат № 010/392)
- 18-й мотострелково-пулемётный батальон (штат № 010/347)
- Противотанковая батарея (штат № 010/348)
- Зенитная батарея (штат № 010/349)
- Рота управления (штат № 010/350)
- Рота технического обеспечения (штат № 010/351)
- Медико-санитарный взвод (штат № 010/352)
- Рота ПТР (штат № 010/375)

11 апреля 1944 года переведена на штаты № 010/270—010/277:
- Управление бригады (штат № 010/270)
- 1-й отдельный танковый батальон (штат № 010/271)
- 2-й отдельный танковый батальон (штат № 010/272)
- Мотострелково-пулемётный батальон (штат № 010/273)
- Противотанковая батарея (штат № 010/274)
- Рота управления (штат № 010/275)
- Рота технического обеспечения (штат № 010/276)
- Медсанвзвод (штат № 010/277)
- Рота ПТР (штат № 010/375)
- Зенитно-пулемётная рота (штат № 010/451)

10 августа 1944 года, директивой ГШКА № орг/3/2511 от 20 июля 1944 года переведена на штаты № 010/500—010/506:
- Управление бригады (штат № 010/500)
- 1-й отдельный танковый батальон (штат № 010/501)
- 2-й отдельный танковый батальон (штат № 010/501)
- 3-й отдельный танковый батальон (штат № 010/501)
- Моторизованный батальон автоматчиков (штат № 010/502)
- Зенитно-пулемётная рота (штат № 010/503)
- Рота управления (штат № 010/504)
- Рота технического обеспечения (штат № 010/505)
- Медико-санитарный взвод (штат № 010/506)

11 декабря 1944 года, директивой ГШКА № орг/3/315085 от 1 декабря 1944 года переформирована в тяжёлую танковую бригаду:
- Управление бригады (штат № 010/500)
- 98-й гвардейский тяжёлый танковый полк (штат № 010/460)[5]
- 99-й гвардейский тяжёлый танковый полк (штат № 010/460)[6]
- 164-й гвардейский тяжёлый самоходно-артиллерийский полк (штат № 010/461)[7]
- Разведывательная рота (штат № 010/526)
- Зенитная рота М15 (штат № 010/527)
- Рота управления (штат № 010/504)
- Рота технического обеспечения (штат № 010/505)
- Медико-санитарный взвод (штат № 010/506)
- Стрелковое отделение отдела контрразведки «Смерш» (штат № 010/516)

## В составе
| Дата           | Фронт (военный округ)     | Армия      | Корпус | Примечания |
| -------------- | ------------------------- | ---------- | ------ | ---------- |
| 1.05.1943 года | Западный фронт            | 31-я армия | -      | -          |
| 1.06.1943 года | Западный фронт            | 31-я армия | -      | -          |
| 1.07.1943 года | Западный фронт            | 31-я армия | -      | -          |
| 1.08.1943 года | Западный фронт            | 31-я армия | -      | -          |
| 1.09.1943 года | Западный фронт            | 31-я армия | -      | -          |
| 1.10.1943 года | Западный фронт            | 31-я армия | -      | -          |
| 1.11.1943 года | Западный фронт            | 31-я армия | -      | -          |
| 1.12.1943 года | Западный фронт            | 31-я армия | -      | -          |
| 1.01.1944 года | Западный фронт            | 31-я армия | -      | -          |
| 1.02.1944 года | Западный фронт            | 31-я армия | -      | -          |
| 1.03.1944 года | Западный фронт            | 31-я армия | -      | -          |
| 1.04.1944 года | Западный фронт            | 31-я армия | -      | -          |
| 1.05.1944 года | 2-й Белорусский фронт     | -          | -      | -          |
| 1.06.1944 года | 2-й Белорусский фронт     | -          | -      | -          |
| 1.07.1944 года | 2-й Белорусский фронт     | 49-я армия | -      | -          |
| 1.08.1944 года | 2-й Белорусский фронт     | 49-я армия | -      | -          |
| 1.09.1944 года | 2-й Белорусский фронт     | -          | -      | -          |
| 1.10.1944 года | 2-й Белорусский фронт     | -          | -      | -          |
| 1.11.1944 года | Белорусский военный округ | -          | -      | -          |
| 1.12.1944 года | Белорусский военный округ | -          | -      | -          |
| 1.01.1945 года | 4-й Украинский фронт      | -          | -      | -          |
| 1.02.1945 года | 4-й Украинский фронт      | 38-я армия | -      | -          |
| 1.03.1945 года | 4-й Украинский фронт      | 38-я армия | -      | -          |
| 1.04.1945 года | 4-й Украинский фронт      | 38-я армия | -      | -          |
| 1.05.1945 года | 4-й Украинский фронт      | 38-я армия | -      | -          |

## Послевоенная история
10 июля 1945 года бригада была переформирована в 42-й отдельный гвардейский тяжёлый танковый Смоленский Краснознамённый, орденов Суворова, Кутузова и Богдана Хмельницкого полк (в/ч 14033) 38-й общевойсковой армии. С 16 июня 1956 года 158-й гвардейский тяжёлый танковый полк 17-й тяжёлой танковой дивизии 8-й танковой армии Прикарпатского военного округа, город Яров. 1 октября 1960 года 17-я тяжёлая танковая дивизия была расформирована. Директивой ГШ ВПВО от 5 августа 1960 года 158-й гвардейский тяжёлый танковый полк был предан в 28-й корпус ПВО и к 15 ноября 1960 года переформирован в 534-й гвардейский зенитный ракетный полк (в/ч 01331) и передан в состав 25-го корпуса ПВО с передислокацией в город Ульяновск.

## Командование бригады

### Командиры бригады
- Котов, Виктор Филиппович (10.04.1943 — 19.08.1944), гвардии подполковник, с 22.05.1943 полковник;
- Куркуло, Евгений Александрович[10] (19.08.1944 — 09.11.1944), гвардии майор (ВРИД);
- Гаев, Виталий Сергеевич[11] (10.11.1944 — 08.05.1945), гвардии полковник (погиб 8.05.1945);
- Куркуло Евгений Александрович (06.02.1945 — 19.02.1945; 01.03.1945 — 11.03.1945), гвардии подполковник (ВРИД);
- Скалабанов, Фома Игнатьевич[12] (09.05.1945 — 10.06.1945), гвардии полковник[13][14]

### Заместители командира по строевой части
- Дагилис Иван Матвеевич (12.1943 — 30.12.1943), гвардии полковник;
- Куркуло Евгений Александрович (03.1944 — 11.03.1945), гвардии майор, с 12.10.1944 гвардии подполковник (11.03.1945 тяжело ранен);
- Скалабанов Фома Игнатьевич (16.03.1945 — 09.05.1945), гвардии полковник

### Заместители командира бригады по политической части
- Лебедев Алексей Михайлович (10.04.1943 — 16.06.1943), гвардии подполковник;
- Медведев Иван Васильевич (17.06.1943 — 23.07.1944), гвардии подполковник;
- Рудой Пётр Иванович (03.08.1944 — 10.07.1945), гвардии майор, с 17.10.1944 гвардии подполковник[15]

### Начальники штаба бригады
- Дубик Феодосий Архипович (10.04.1943 — 02.07.1944), гвардии подполковник (погиб 2.07.1944);
- Ковалец Ванно Емельянович (02.07.1944 — 15.07.1944), гвардии майор;
- Лукин Фёдор Яковлевич (15.07.1944 — 08.01.1945), гвардии майор, гвардии подполковник;
- Писарчик Михаил Гаврилович (08.01.1945 — 15.01.1945), гвардии подполковник;
- Фарберов Евсей Борисович (23.01.1945 — 10.06.1945), гвардии подполковник[16]

## Награды и почётные наименования
| Награда (наименование)                | Дата награждения                                                                 | За что получена |
| ------------------------------------- | -------------------------------------------------------------------------------- | --- |
| Почётное звание «Гвардейская»         | присвоено приказом Народного комиссара обороны СССР № 161 от 10 апреля 1943 года | за проявленную отвагу в боях за Отечество с немецкими захватчиками, за стойкость, мужество, дисциплину и организованность, за героизм личного состава                                                                             |
| Почётное наименование «Смоленская»    | присвоено приказом Верховного главнокомандующего № от 25 сентября 1943 года      | в ознаменование одержанной победы и отличия в боях за освобождение городов Смоленск и Рославль |
| Орден Красного Знамени                | награждена указом Президиума Верховного Совета СССР от 10 июля 1944 года         | за образцовое выполнение заданий командования в боях при форсировании рек Проня и Днепр, прорыв сильно укреплённой обороны немцев, а также за овладение городами Могилёв, Шклов и Быхов, проявленные при этом доблесть и мужество |
| Орден Суворова II степени             | награждена указом Президиума Верховного Совета СССР от 4 июня 1945 года          | за образцовое выполнение заданий командования в боях с немецкими захватчиками при овладении городом Оломоуц и проявленные при этом доблесть и мужество                                                                            |
| Орден Кутузова II степени             | награждена указом Президиума Верховного Совета СССР от 28 мая 1945 года          | за образцовое выполнение заданий командования в боях с немецкими захватчиками при овладении городами Моравская Острава, Жилина и проявленные при этом доблесть и мужество                                                         |
| Орден Богдана Хмельницкого II степени | награждена указом Президиума Верховного Совета СССР от 5 апреля 1945 года.       | за образцовое выполнение заданий командования в боях с немецкими захватчиками при овладении городом Бельско и проявленные при этом доблесть и мужество                                                                            |

Также  Орденом Кутузова III степени, указом Президиума Верховного Совета СССР от 28 мая 1945 года, за образцовое выполнение заданий командования в боях с немецкими Захватчиками при овладении городом Опава и проявленные при этом доблесть и мужество были награждены входившие в состав бригады 98-й и 99-й отдельные гвардейские танковые полки.
Бригада является одной из 33-х гвардейских танковых бригад, особо отличившиеся в период Великой Отечественной войны 1941—1945 годов и заслуживших шесть и более наград и отличий.